# British Academy Film Awards 1970
Die 23. Verleihung der British Academy Film Awards zeichnete die besten Filme von 1969 aus. Die Filmpreise wurden von der British Academy of Film and Television Arts (BAFTA) verliehen.
| Film                                  | N  | A |
| ------------------------------------- | -- | - |
| Liebende Frauen                       | 11 | 0 |
| Oh! What a Lovely War                 | 10 | 6 |
| Asphalt-Cowboy                        | 7  | 6 |
| Z – Anatomie eines politischen Mordes | 6  | 1 |
| Bullitt                               | 5  | 0 |
| Die besten Jahre der Miss Jean Brodie | 3  | 2 |
| Funny Girl                            | 3  | 0 |
| Hello, Dolly                          | 3  | 0 |
| Zum Teufel mit der Unschuld           | 3  | 0 |
| Die Frau aus dem Nichts               | 2  | 0 |
| Isadora                               | 2  | 0 |
| John und Mary                         | 2  | 1 |

## Preisträger und Nominierungen

### Bester Film
Asphalt-Cowboy (Midnight Cowboy) – Regie: John Schlesinger
Oh! What a Lovely War – Regie: Richard Attenborough
Liebende Frauen (Women in Love) – Regie:  Ken Russell
Z – Anatomie eines politischen Mordes (Z) – Regie: Constantin Costa-Gavras

### United Nations Award
Oh! What a Lovely War – Regie: Richard Attenborough
Adalen 31 (Ådalen 31) – Regie: Bo Widerberg
Asphalt-Cowboy (Midnight Cowboy) – Regie: John Schlesinger
Z – Anatomie eines politischen Mordes (Z) – Regie: Constantin Costa-Gavras

### Beste Regie
John Schlesinger – Asphalt-Cowboy (Midnight Cowboy)
Richard Attenborough – Oh! What a Lovely War
Ken Russell – Liebende Frauen (Women in Love)
Peter Yates – Bullitt

### Bester Hauptdarsteller
Dustin Hoffman – Asphalt-Cowboy (Midnight Cowboy) und John und Mary (John and Mary)
Alan Bates – Liebende Frauen (Women in Love)
Walter Matthau – The Secret Life of an American Wife und Hello, Dolly!
Nicol Williamson – Inadmissible Evidence

### Beste Hauptdarstellerin
Maggie Smith – Die besten Jahre der Miss Jean Brodie (The Prime of Jean Brodie)
Mia Farrow – Die Frau aus dem Nichts (Secret Ceremony), John und Mary (John and Mary) und Rosemaries Baby (Rosemary’s Baby)
Glenda Jackson – Liebende Frauen (Women in Love)
Barbra Streisand – Funny Girl und Hello, Dolly!

### Bester Nebendarsteller
Laurence Olivier – Oh! What a Lovely War
Jack Klugman – Zum Teufel mit der Unschuld (Goodbye, Columbus)
Jack Nicholson – Easy Rider
Robert Vaughn – Bullitt

### Beste Nebendarstellerin
Celia Johnson – Die besten Jahre der Miss Jean Brodie (The Prime of Jean Brodie)
Peggy Ashcroft – 2 durch 3 geht nicht (Three Into Two Won’t Go)
Pamela Franklin – Die besten Jahre der Miss Jean Brodie (The Prime of Jean Brodie)
Mary Wimbush – Oh! What a Lovely War

### Bester/beste Nachwuchsdarsteller/-in
Jon Voight – Asphalt-Cowboy (Midnight Cowboy)
Kim Darby – Der Marshal (True Grit)
Jennie Linden – Liebende Frauen (Women in Love)
Ali MacGraw – Zum Teufel mit der Unschuld (Goodbye, Columbus)

### Bestes Drehbuch
Waldo Salt – Asphalt-Cowboy (Midnight Cowboy)
Constantin Costa-Gavras, Jorge Semprún – Z – Anatomie eines politischen Mordes (Z)
Larry Kramer – Liebende Frauen (Women in Love)
Arnold Schulman – Zum Teufel mit der Unschuld (Goodbye, Columbus)

### Beste Kamera
Gerry Turpin – Oh! What a Lovely War
William A. Fraker – Bullitt
Harry Stradling Sr. – Funny Girl und Hello, Dolly!
Billy Williams – Liebende Frauen (Women in Love) und Teuflische Spiele (The Magus)

### Bester Schnitt
Hugh A. Robertson – Asphalt-Cowboy (Midnight Cowboy)
Françoise Bonnot – Z – Anatomie eines politischen Mordes (Z)
Kevin Connor – Oh! What a Lovely War
Frank P. Keller – Bullitt

### Bestes Szenenbild
Don Ashton – Oh! What a Lovely War
Luciana Arrighi – Liebende Frauen (Women in Love)
Michail Alexandrowitsch Bogdanow, Gennady Myasnikov – Krieg und Frieden (Woina i mir)
John DeCuir – Hello, Dolly!

### Beste Kostüme
Anthony Mendleson – Oh! What a Lovely War
Ruth Myers – Isadora
Shirley Russell – Liebende Frauen (Women in Love)
Irene Sharaff – Funny Girl

### Beste Filmmusik
Mikis Theodorakis – Z – Anatomie eines politischen Mordes (Z)
Richard Rodney Bennett – Die Frau aus dem Nichts (Secret Ceremony)
Georges Delerue – Liebende Frauen (Women in Love)
Michel Legrand – Thomas Crown ist nicht zu fassen (The Thomas Crown Affair)

### Bester Ton
Don Challis, Simon Kaye – Oh! What a Lovely War
Teddy Mason, Jim Shields – Luftschlacht um England (Battle of Britain)
Terry Rawlings – Liebende Frauen (Women in Love) und Isadora
Ed Scheid – Bullitt

### Bester Kurzfilm
Picture to Post – Regie: Sarah Erulkar
Barbican – Regie: Robin Cantelon
Birthday – Regie: Franc Roddam
Gewaltprobe (A Test of Violence) – Regie: Stuart Cooper

### Bester Dokumentarfilm
Prolog – Regie: Robin Spry

### Bester spezialisierter Film
Let There Be Light – Regie: Peter De Normanville
Isotopes in Action – Regie: Kenneth McCready
Mullardability – Regie: René Basilico
The Behavior Game – Regie: Ronald Spencer